# آل هارينغتون
آل هارينغتون (بالإنجليزية: Al Harrington)‏ مواليد 17 فبراير 1980 في أورنج، نيو جيرسي، هو لاعب كرة سلة أمريكي بدأ مسيرته الاحترافية في سنة 1998. يبلغ طوله 6 قدم 9 بوصة (2.1 م).

## روابط خارجية
- آل هارينغتون على موقع إن بي أي (الإنجليزية)
- آل هارينغتون على موقع سبورتس رفرنس (الإنجليزية)
- آل هارينغتون على موقع كرة السلة الأوروبية.كوم (الإنجليزية)
- آل هارينغتون على موقع إي إس بي إن.كوم (الإنجليزية)
- آل هارينغتون على موقع ريلجم (الإنجليزية)
- آل هارينغتون على موقع بروبوليرز (الإنجليزية)
- آل هارينغتون على موقع سبورتس رفرنس (الإنجليزية)